# Stackelberginia
Stackelberginia är ett släkte av tvåvingar. Stackelberginia ingår i familjen rovflugor.
Kladogram enligt Catalogue of Life:
| Stackelberginia | \| \| Stackelberginia gracilis \| \| \| \| \| \| Stackelberginia tsharykulievi \| \| \| \| |
|                 | \| \| Stackelberginia gracilis \| \| \| \| \| \| Stackelberginia tsharykulievi \| \| \| \| |
|                 | Stackelberginia gracilis                                                                   |
|                 |                                                                                            |
|                 | Stackelberginia tsharykulievi                                                              |
|                 |                                                                                            |